# کرایسلر والیانت (وی‌اف)
کرایسلر والیانت (انگلیسی: Chrysler Valiant) خودرویی با اندازه کامل است که توسط کرایسلر استرالیا از سال ۱۹۶۹ تا ۱۹۷۰ تولید شد. این نسل چهارم از خط تولید کرایسلر والیانت (VF) بود و دارای طراحی کاملاً جدیدی بود، از جمله فاصله بین دو محور طولانی‌تر و مسیر وسیع‌تر.
کرایسلر والیانت (VF) در چندین سبک بدنه، از جمله سدان، واگن و کوپه در دسترس بود و طیف وسیعی از گزینه‌های موتور را ارائه می‌کرد، از موتور ۳٫۵ لیتری شیش سیلندر تا ۵٫۲ لیتری V8.
یکی از متمایزترین ویژگی های VF شکل "بطری کوکاکولا" آن بود، با گلگیرهای گشاد و انتهای گرد. همچنین دارای طراحی جلوپنجره جدید و فضای داخلی اصلاح شده بود.
کرایسلر والیانت (VF) به خوبی مورد استقبال منتقدان و خریداران قرار گرفت و به معرفی Valiant به عنوان یکی از محبوب‌ترین برندهای خودرو در استرالیا کمک کرد. با وجود این، تولید کرایسلر والیانت (VF) کوتاه مدت بود و به زودی با مدل کرایسلر والیانت (VH) در سال ۱۹۷۱ جایگزین شد.